# Amursk
Amursk (in lingua russa Aмурск) è una città della Russia che si trova nella siberia sudorientale, nel Kraj di Chabarovsk. La città è situata sulla sponda sinistra del fiume Amur, a 60 chilometri a sud dalla città di Komsomol'sk-na-Amure ed è capoluogo dell'Amurskij rajon.

## Storia
Amursk è una città molto recente, poiché è stata fondata nel secondo dopoguerra. I primi edifici ad Amursk furono costruiti sulla sponda sinistra del fiume Amur nel 1958. Poco a poco, col passare degli anni, la città si sviluppò per numero di abitanti e sorsero le prime industrie della città. Amursk ricevette lo status di città nel 1973.

## Popolazione
La popolazione di Amursk è raddoppiata in 34 anni (dal 1968 al 2002). Infatti, nel 1968 contava circa 25 000 abitanti, mentre nel 2002 quasi 50.000.
| 1959  | 1968   | 1979   | 1989   | 2002   | 2007   | 2016   |
| ----- | ------ | ------ | ------ | ------ | ------ | ------ |
| 3 500 | 25 000 | 40 800 | 58 400 | 47 759 | 45 432 | 40 587 |